# الجاجية
الجاجية قرية سورية تتبع ناحية مركز حماة في منطقة مركز حماة في محافظة حماة. بلغ عدد سكانها 6419 نسمة في عام 2004 حسب إحصاء المكتب المركزي للإحصاء.
ويعمل سكان هذه القرية في الزراعة والتجارة وتربية الحيوانات كا الاغنام الأبقار والدجاج كما تضم خمس مدارس اثنان مدارس ابتدائية واثنان ثانوية كما تتبع لها ضاحية الباسل وحي الدوري ومزارع الجاجية كما يوجد ثلاث نواعير قديمة تعود لحقبة العربية في العصور الوسطى، ويمر نهر العاصي من اطراف القرية حيث يعتمد المزارعين علية في ري مزروعاتهم  التي تضم زراعة صيفية (الباذنجان و الملوخية والفواكة المتعددة كا الخوخ والتوت)   شتوية الخس و البقدونس و السلق والعديد من الزراعات المختلفه والديانة الموجودة في القرية الديانة الاسلامية ونسبة السكان الاكثر هم (عرب النجاجير بني خالد) وعائلات اخرى. 

## وصلات خارجية
- الوحدات الإدارية في محافظة حماة